# Llibre de la cuina catalana
El Llibre de la cuina catalana és un receptari en català de cuina catalana escrit per Ferran Agulló i editat per primer cop l'any 1928. Considerat un clàssic, s'hi defineixen rigorosament les seves bases, amb la intenció de presentar-la com una cuina nacional per primer cop al segle xx, com reivindica explícitament ell mateix al prefaci afegit a la segona edició del llibre, l'any 1933: "Catalunya, com té una llengua, un dret, uns costums, una història pròpia i un ideal polític, té una cuina. Hi ha regions, nacionalitats, pobles que tenen un plat especial, característic, però no una cuina. Catalunya la té."
Ferran Agulló és periodista i gastrònom, no cuiner. No fa un recull de receptes de les que aprenen els "xefs" als cursos de cuina sinó que descriu el que ha vist fer a mestresses de casa, pescadors, mariners, pagesos i caçadors. Hi parla dels ingredients utilitzats, dels aliments, dels condiments, dels plats en conjunt, dels elements propis que els caracteritzen, que uneixen uns dels altres i que els diferencien de plats que es fan a altres llocs. Defensa la seva senzillesa, el seu baix cost i que és fàcil de fer.
També la relaciona amb la cultura i les circumstàncies històriques i socials pròpies dels Països Catalans. A més la relaciona amb la cuina occitana. No s'ha de confondre amb El gran llibre de la cuina catalana que va escriure Josep Lladonosa el 1991.